# Caladenia fuliginosa
Caladenia fuliginosa é uma espécie de orquídea, família Orchidaceae, do sul da Austrália, onde crescem em grupos esparsos ou, por vezes, formam grandes colônias, em bosques, áreas reflorestadas, ou de vegetação arbustiva, charnecas, e afloramentos de granito, em áreas de solo bem drenado mas ocasionalmente em áreas sazonalmente alagadiças. Pertence a um grupo de cerca de trinta espécies, tratadas por David Jones como Alliance Tailed Spider do gênero Arachnorchis, que distingue-se dos outros grupos de Caladenia por apresentar diferente tipo de pubescência nasfolhas e inflorescências, por suas flores grandes de sépalas e pétalas atenuadas, longas e sem verrugas na extremidade, labelo pendurado firmemente com dentes marginais do curtos e espessados; e células osmofóricas especializadas. São plantas com uma única folha basal pubescente com marcas proeminentes púrpura perto da base, e uma inflorescência rija, fina e densamente pubescente, com uma ou poucas flores, que vagamente lembram uma aranha, muito estreitas, caudadas, e bem esparramadas, normalmente pendentes. Em conjunto formam grupo bem vistoso  quando sua floração é estimulada por incêndios de verão.

## Publicação e sinônimos
- Caladenia fuliginosa (D.L.Jones) R.J.Bates, J. Adelaide Bot. Gard. 22: 102 (2008).

Sinônimos homotípicos:
- Arachnorchis fuliginosa D.L.Jones, Austral. Orchid Res. 5: 61 (2006).